# BMI1
BMI1（B lymphoma Mo-MLV insertion region 1 homolog）、PCGF4（polycomb group RING finger protein 4）またはRNF51（RING finger protein 51）は、ヒトではBMI1遺伝子によってコードされているタンパク質である。BMI1はRINGフィンガーを有するポリコーム群タンパク質であり、BMI1はがん原遺伝子である。

## 機能
BMI1は、細胞周期の進行を阻害する因子であるp16やARFを調節するがん遺伝子として報告された。Bmi1ノックアウトマウスでは、造血、骨格パターン形成、神経学的機能や小脳の発生に欠陥が引き起こされる。BMI1はDNA損傷部位に迅速にリクルートされ、8時間以上にわたってそこにとどまることが報告されている。BMI1の喪失は放射線感受性、そして相同組換えによるDNA二本鎖切断修復の欠陥をもたらす。
BMI1は成体の造血幹細胞や末梢・中枢神経系の神経幹細胞の効率的な自己複製分裂に必要である。一方で、分化した子孫細胞を形成する過程における重要性は低い。Bmi1ノックアウトマウスにみられる表現型の変化が多岐にわたること、そしてBMI1が広範な組織に分布していることを考えると、BMI1はその他の種類の成体幹細胞の自己複製も調節している可能性がある。
また、BMI1はp53を抑制することで神経の老化を阻害していると考えられている。
BMI1はWnt、Akt、Notch、Hedgehog、受容体型チロシンキナーゼなどいくつかのシグナル伝達経路と相互作用する。ユーイング肉腫ファミリー腫瘍（ESFT）においては、BMI1遺伝子のノックダウンはESFTの形成や発生に重要であるNotch、Wntシグナル伝達経路に大きく影響を及ぼす。BMI1は乳腺幹細胞の増殖に対するHedgehogシグナル伝達経路の影響を媒介していることも示されている。また、BMI1はARFやp16INK4aを抑制する。Bmi1-/-神経幹細胞や造血幹細胞はARFやp16INK4aの発現レベルが高く、増殖速度が低下する。BMI1はGATA転写因子を安定化することでTh2細胞の分化と発生を制御する重要な因子であることが示唆されている。

## 構造
BMI1遺伝子の長さは10.04 kbで10個のエクソンから構成され、配列は種間で高度に保存されている。ヒトのBMI1遺伝子は10番染色体（10p11.23）に位置する。BMI1タンパク質は326アミノ酸から構成され、36949 Daである。BMI1はN末端にRINGフィンガー、中央部にヘリックスターンヘリックスドメインを有する。RINGフィンガードメインは亜鉛結合に関与しているシステインリッチドメインであり、ユビキチン化過程に寄与している。BMI1が結合することでRING1BのE3ユビキチンリガーゼ活性は大きく活性化される。BMI1のRINGドメインは、RING1BのRINGドメイン、そしてそこから伸びるN末端テールと相互作用していることが示唆されている。

## 臨床的意義
BMI1の過剰発現は、膀胱がん、皮膚がん、前立腺がん、乳がん、卵巣がん、大腸がん、血液腫瘍などいくつかの種類のがんにおいて重要な役割を果たしているようである。BMI1の増幅や過剰発現は特にマントル細胞リンパ腫で顕著である。BMI1の阻害によって、膠芽腫や、化学療法抵抗性の卵巣がん、前立腺がん、膵臓がん、皮膚がんの増殖が阻害されることが示されている。また、大腸がん幹細胞の自己複製はBMI1の阻害によって低下する。BMI1遺伝子を阻害することで大腸がん幹細胞が消失する可能性がマウス異種移植モデルでは示されており、大腸がん治療の新たな手法の可能性が示されている。
ヒトの神経細胞におけるBMI1遺伝子の発現の喪失がアルツハイマー病の発症に直接関与している可能性を示す研究も報告されている。

## 相互作用
BMI1は次に挙げる因子と相互作用することが示されている。
- PHC1（英語版）[22][23]
- PHC2（英語版）[22]
- RING1（英語版）[23][24]
- ZBTB16（英語版）[25]

## 関連文献
- “BMI1 is recruited to DNA breaks and contributes to DNA damage-induced H2A ubiquitination and repair”. Mol. Cell. Biol. 31 (10):  1972–82. (May 2011). doi:10.1128/MCB.00981-10. PMC 3133356. PMID 21383063.
- “Transformation of axial skeleton due to overexpression of bmi-1 in transgenic mice”. Nature 374 (6524):  724–7. (1995). Bibcode: 1995Natur.374..724A. doi:10.1038/374724a0. PMID 7715727.
- “Characterization and chromosomal localization of the human proto-oncogene BMI-1”. Hum. Mol. Genet. 2 (10):  1597–603. (1994). doi:10.1093/hmg/2.10.1597. PMID 8268912.
- “flvi-2, a target of retroviral insertional mutagenesis in feline thymic lymphosarcomas, encodes bmi-1”. Oncogene 8 (7):  1833–8. (1993). PMID 8390036.
- “Identification of Bmi1-interacting proteins as constituents of a multimeric mammalian polycomb complex”. Genes Dev. 11 (2):  226–40. (1997). doi:10.1101/gad.11.2.226. PMID 9009205.
- “Identification and characterization of interactions between the vertebrate polycomb-group protein BMI1 and human homologs of polyhomeotic”. Mol. Cell. Biol. 17 (4):  2326–35. (1997). doi:10.1128/mcb.17.4.2326. PMC 232081. PMID 9121482.
- “RING1 is associated with the polycomb group protein complex and acts as a transcriptional repressor”. Mol. Cell. Biol. 17 (7):  4105–13. (1997). doi:10.1128/mcb.17.7.4105. PMC 232264. PMID 9199346.
- “MPc2, a new murine homolog of the Drosophila polycomb protein is a member of the mouse polycomb transcriptional repressor complex”. J. Mol. Biol. 273 (5):  993–1003. (1997). doi:10.1006/jmbi.1997.1372. PMID 9367786.
- “RING1 Interacts with Multiple Polycomb-Group Proteins and Displays Tumorigenic Activity”. Mol. Cell. Biol. 19 (1):  57–68. (1999). doi:10.1128/mcb.19.1.57. PMC 83865. PMID 9858531.
- “Chromatin-association of the Polycomb group protein BMI1 is cell cycle-regulated and correlates with its phosphorylation status”. J. Cell Sci. 112 (24):  4627–39. (2000). doi:10.1242/jcs.112.24.4627. PMID 10574711.
- “HPC3 is a new human polycomb orthologue that interacts and associates with RING1 and Bmi1 and has transcriptional repression properties”. J. Biol. Chem. 275 (37):  28785–92. (2000). doi:10.1074/jbc.M001835200. PMID 10825164.
- “The E2F6 transcription factor is a component of the mammalian Bmi1-containing polycomb complex”. Proc. Natl. Acad. Sci. U.S.A. 98 (4):  1519–24. (2001). doi:10.1073/pnas.041597698. PMC 29289. PMID 11171983.
- “The Core of the Polycomb Repressive Complex Is Compositionally and Functionally Conserved in Flies and Humans”. Mol. Cell. Biol. 22 (17):  6070–8. (2002). doi:10.1128/MCB.22.17.6070-6078.2002. PMC 134016. PMID 12167701.
- “Involvement of the Polycomb-group gene Ring1B in the specification of the anterior-posterior axis in mice”. Development 129 (18):  4171–83. (2002). doi:10.1242/dev.129.18.4171. PMID 12183370.
- “The Bmi-1 oncogene induces telomerase activity and immortalizes human mammary epithelial cells”. Cancer Res. 62 (16):  4736–45. (2002). PMID 12183433.
- “Plzf mediates transcriptional repression of HoxD gene expression through chromatin remodeling”. Dev. Cell 3 (4):  499–510. (2002). doi:10.1016/S1534-5807(02)00289-7. PMID 12408802.
- “Polycomb group gene silencing proteins are concentrated in the perichromatin compartment of the mammalian nucleus”. J. Cell Sci. 116 (Pt 2):  335–43. (2003). doi:10.1242/jcs.00225. PMID 12482919.
- “Control of the Replicative Life Span of Human Fibroblasts by p16 and the Polycomb Protein Bmi-1”. Mol. Cell. Biol. 23 (1):  389–401. (2003). doi:10.1128/MCB.23.1.389-401.2003. PMC 140680. PMID 12482990.
- “Bmi-1 is required for maintenance of adult self-renewing haematopoietic stem cells”. Nature 423 (6937):  302–5. (2003). Bibcode: 2003Natur.423..302P. doi:10.1038/nature01587. hdl:2027.42/62508. PMID 12714971.
- “MLL repression domain interacts with histone deacetylases, the polycomb group proteins HPC2 and BMI-1, and the corepressor C-terminal-binding protein”. Proc. Natl. Acad. Sci. U.S.A. 100 (14):  8342–7. (2003). Bibcode: 2003PNAS..100.8342X. doi:10.1073/pnas.1436338100. PMC 166231. PMID 12829790.